# Colonia-Haus
Colonia-Haus est un gratte-ciel de 45 étages, haut de 147 mètres. Il a été achevé en 1973 dans le quartier Riehl à Cologne, en Allemagne. De son achèvement à celui de la Kölnturm en 2001, il était le plus haut bâtiment uniquement résidentiel en Europe. Parmi les 373 unités d'habitation, 352 sont des appartements de taille comprise entre 35 et 118 m2 et situés entre les 3e et 41e étages comprises. 

## Technologie et équipement

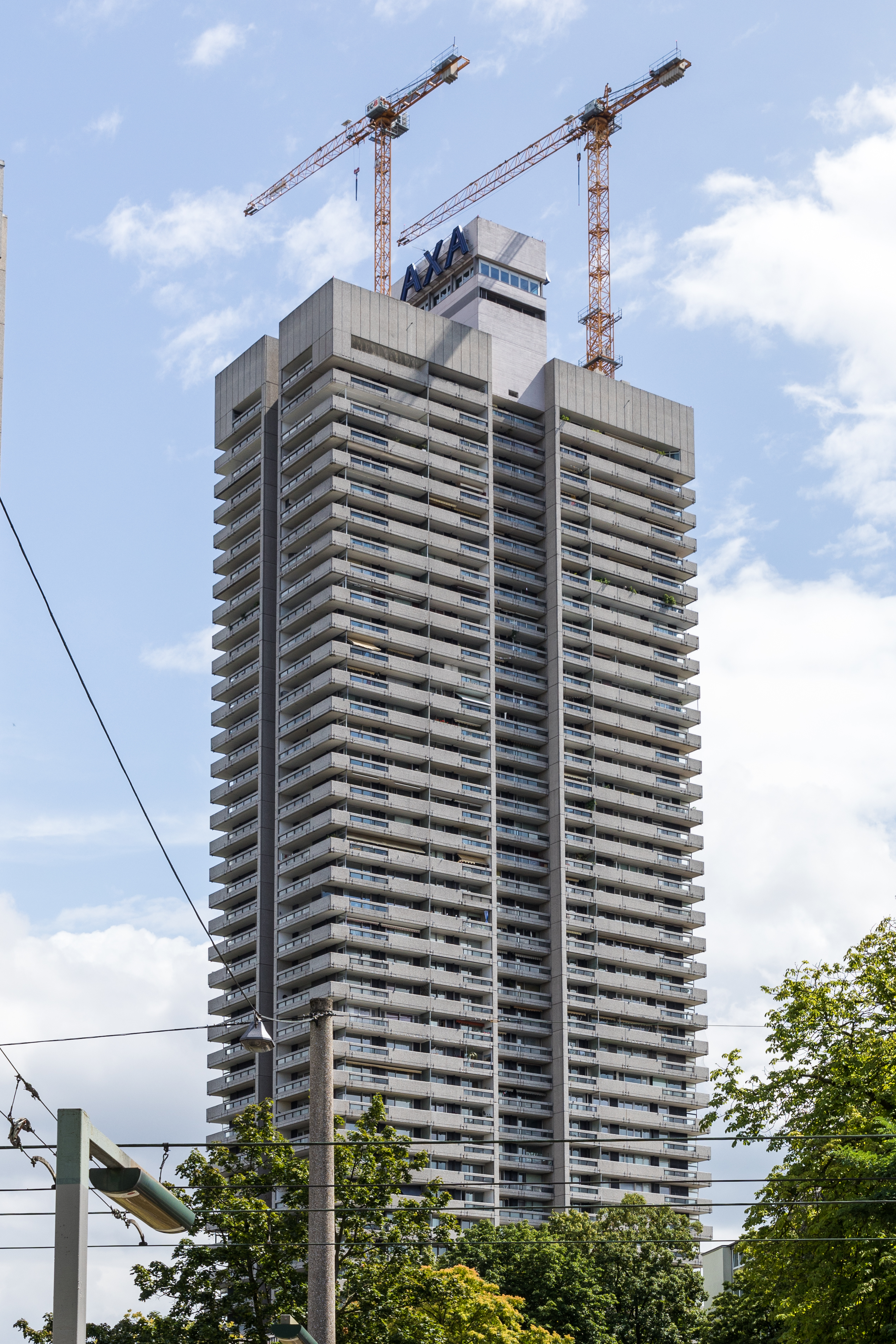
La colonia-haus en construction

La tour est équipée d'ascenseurs à quatre vitesses, chacun pouvant contenir jusqu'à 18 personnes. Les vide-ordures sont disponibles à tous les étages, les appartements sont équipés de climatisation et de chauffage. Un sèche-linge et une essoreuse à rouleaux pour chaque appartement, un garage, plusieurs salles de stockage de vélos avec des machines à laver sont également disponibles. 
La piscine au rez-de-chaussée donnant sur le Rhin mesure 8 mètres x 15 mètres. De plus, on y trouve une piscine pour enfants séparée. La maison dispose également d'un sauna finlandais avec piscine et salle de relaxation, une salle de fitness et de tennis de table.
Une épicerie de 250 m2, un restaurant avec une terrasse donnant sur le Rhin, un bar, des pistes de bowling, un cabinet de médecin et un jardin d'enfants municipal sont tous disponibles au rez-de-chaussée. 

## Apparence
Le gratte-ciel fut connu pour son inscription publicitaire « Colonia » en haut de la tour, désignant la société d'assurances allemande de même nom. Colonia ayant été acquis par le Groupe AXA en 1997, l'inscription fut changée en « AXA » en 1998. Le nom du gratte-ciel, Colonia, reste inchangé.